# Powiat Anklam (1952–1994)

Powiat na mapie NRD

Powiat Anklam (niem. Kreis Anklam, od 1990 Landkreis Anklam) – powiat na terenie NRD i Niemiec, istniejący od 1952 do 1994. Należał do Okręgu Neubrandenburg, a od 1990 do kraju związkowego Meklemburgia-Pomorze Przednie. Teren powiatu leży od 1990 w Niemczech, w kraju związkowym Meklemburgia-Pomorze Przednie, od 2011 w powiecie Vorpommern-Greifswald.